# Agaristinae
Sous-famille
Les Agaristinae sont une sous-famille de lépidoptères de la famille des Noctuidae.

## Répartition géographique
Les Agaristinae sont un groupe pantropical.
Ses espèces sont notamment présentes en Europe, aux Amériques, en Afrique australe dont Madagascar, au Népal et en Inde, à Bornéo, à Sumatra, au Japon et en Australie.

## Description
Les papillons de cette sous-famille sont principalement de couleur vive et beaucoup d'entre eux sont diurnes.
La vesica du mâle, le ductus bursae de la femelle ainsi que l'organe spécial du tympan constituent les caractères autapomorphiques de cette sous-famille.

## Plantes hôtes
Les chenilles de cette sous-famille se nourrissent principalement sur des plantes dicotylédones, mais aussi sur des monocotylédones. 
La famille des Vitaceae, bien que très représentée, n'est pas exclusive, et l'on cite également les familles Dilleniaceae, Lauraceae, Onagraceae, Haloragaceae, Portulacaceae, Nyctaginaceae, Cactaceae, Loranthaceae, Boraginaceae, Rubiaceae, Araceae, Smilacaceae et Dioscoreaceae. 

## Systématique
Le taxon actuellement appelé Agaristinae a été décrit pour la première fois sous le nom d’Agaristides par l'entomologiste français Jean-Baptiste Alphonse Dechauffour de Boisduval en 1833, citant alors le genre type Agarista et l'espèce appelée à l'époque Agarista pales, aujourd'hui connue sous le nom de Rothia pales (Gray, 1832).
Certains auteurs ne reconnaissent pas cette description et considèrent que la paternité de ce taxon revient à Herrich-Schäffer, qui le cite en 1858 sous le nom d’Agaristoidea. Ils le nomment alors « Agaristinae Herrich-Schäffer, [1858] ».
Actuellement considérés comme une sous-famille de la famille des Noctuidae, les Agaristinae ont été traités par certains auteurs comme une famille distincte (Agaristidae) au sein des Noctuoidea.

## Liste des genres
La sous-famille des Agaristinae comporte plus de 550 espèces,. 
La liste de ses genres fait l'objet de révisions régulières,, :
- Acantuerta Hampson, 1907
- Acyclania Dognin, 1911[11]
- Aegocera Latreille, 1809
- Aegoceropsis Karsch, 1895[8],[2]
- Aethodes Hampson, 1918
- Agarista Leach, 1814
- Agaristodes Hampson, 1908
- Agoma	Kiriakoff, 1977
- Aletopus Jordan, 1926
- Alloasteropetes Kishida & Machijima, 1994[12]
- Alypia Hübner, 1818[5]
- Alypiodes Grote, 1883[5]
- Ancarista Jordan, 1921
- Andrhippuris Karsch, 1895
- Androloma Grote, 1873[5]
- Antigodasa Kiriakoff & Viette, 1974
- Apaegocera Hampson, 1905
- Apina	Walker, 1855
- Arctiopais Jordan, 1896
- Argyrolepidia Hampson, 1901[13]
- Arpia	Schaus,	1896
- Arrothia Jordan, 1896
- Asteropetes Hampson, 1901
- Aucula Walker, 1862[7],[11]
- Brephos Hübner, [1813]
- Bergiantina Blas & Navarro, 2010[14]
- Burgena Walker, [1865]
- Caularis Walker, [1858][5]
- Caularisia Becker, 2010[11]
- Chaetostephana Jordan, 1913
- Charitosemia Kiriakoff, 1955
- Chelonomorpha Motschulsky, 1860
- Chlanidophora Berg, 1877[11]
- Choeropais Jordan, 1913
- Cisaucula Todd, 1966
- Clemira Becker, 2009[1]
- Coenotoca Turner, 1903
- Comocrus Jordan, 1896
- Crameria Hübner, [1819]
- Cremnophora Hampson, 1901
- Crinala Jordan, 1896
- Crinocula Jordan, 1896
- Cruria Jordan, 1896
- Cruriopsis Jordan, 1912
- Cyanohypsa Giacomelli, 1911[11]
- Darceta Herrich-Schäffer, [1856]
- Darcetina Felder, 1874[11]
- Depalpata Rothschild,	1919
- Epischausia Kiriakoff, 1977
- Episteme Hübner, [1820][15]
- Epithisanotia Kiriakoff, 1977
- Erocha Walker, 1854[1]
- Eudryas Boisduval, 1836[5]
- Eupseudomorpha Dyar, 1893[5]
- Euscirrhopterus Grote, 1866[5]
- Eutrichopidia Hampson, 1901
- Exsula Jordan, 1896
- Fleta	Jordan,	1896[15]
- Gerra	Walker,	1865[5],[11]
- Gerrodes Hampson, 1908[5]
- Godasa Walker, [1865]
- Graphelysia Hampson, 1911[11]
- Hecatesia Boisduval, 1829
- Hemituerta Kiriakoff, 1977
- Heraclia Hübner, [1820]
- Hespagarista Walker, 1854
- Hoplarista Hampson, 1910
- Hypotuerta Kiriakoff, 1977[16],[17],[8]
- Idalima Turner, 1903
- Immetalia Jordan, 1896[13]
- Ipanica Hampson, 1908[15]
- Letaba Dyar, 1912
- Leucogonia Hampson, 1908
- Leucovis Hampson, 1908
- Longicella Jordan, 1896[15]
- Lophonotidia Hampson, 1901
- Maikona Matsumura, 1928[18]
- Massaga Walker, 1854
- Melanchroiopsis Dyar,	1918
- Metagarista Walker, 1854
- Mimeusemia Butler, 1875[15]
- Misa Karsch, 1895
- Mitrophrys Karsch, 1895
- Musurgina Jordan, 1921
- Neotuerta Kiriakoff, 1977[5]
- Nesaegocera Kiriakoff, 1974
- Omphaloceps Hampson, 1901
- Ophthalmis Hübner, [1819][15]
- Orthia Herrich-Schäffer, [1853]
- Ovios	Walker,	1855
- Oxythaphora Dyar, 1917[11]
- Paida	Jordan, 1896
- Paraegocera Hampson, 1901
- Pararothia Kiriakoff, 1974
- Paratuerta Hampson, 1902
- Parothria Hampson, 1901
- Pemphigostola Strand,	1909
- Periopta Turner, 1920
- Periscepta Turner, 1920
- Phalaenoides Lewin, 1805
- Phasidia Hampson, 1901
- Philippodamias Clench, 1958
- Pimprana Moore, 1879
- Platagarista Jordan, 1912
- Polacanthopoda Hampson, 1901
- Pristoceraea Karsch, 1895
- Pseudagoma Kiriakoff, 1975
- Pseudalypia H. Edwards, 1874
- Pseudopais Bartel, 1903
- Pseudospiris Butler, 1895
- Pseudotuerta Kiriakoff, 1977
- Psychomorpha Harris, 1839[5]
- Radinocera Hampson, 1908
- Rhosus Walker, 1854[11]
- Rothia Westwood, 1877
- Saigonita Kiriakoff, 1971
- Sarbanissa Walker, 1865[15]
- Sarbissa Kiriakoff, 1977
- Schalifrontia Hampson, 1901
- Schausia Karsch, 1895
- Schausilla Kiriakoff, 1974
- Scrobigera Jordan, 1896[15]
- Seirocastnia Grote, 1866
- Sergiusia Nye, 1980
- Spectronissa Sugi, 1996
- Syfania Oberthür, 1893
- Syfanoidea Bartel, 1903
- Tuerta Walker, 1869
- Tuertella Kiriakoff, 1977
- Vespola Walker, 1867
- Weymeria Karsch, 1895
- Xerociris Cockerell, 1904[5]
- Zalissa Walker, 1865

### Publication originale
- J.-B. Boisduval, Faune Entomologique de Madagascar, Bourbon et Maurice : Lépidoptères, Paris, 1833, 122 p. (lire en ligne), p. 70.